# The Haunted Hotel
The Haunted Hotel er en amerikansk stumfilm fra 1907 af J. Stuart Blackton.

## Medvirkende
- Paul Panzer
- William V. Ranous